# Agonopterix subpropinquella
Agonopterix subpropinquella — вид метеликів родини плоских молей (Depressariidae).

## Поширення
Вид поширений на більшій частині Європи. Присутній у фауні України.

## Опис
Розмах крил 16-22 мм. Груди темні. Передні крила світло-вохристі до коричнево-вохристого, іноді злегка червонуваті, з кількома чорнуватими лусочками; перше дискове рильце чорне, друге також чорне; між ними і над ними часто утворена темна товста пляма. Задні крила блідо-червоні. Личинка зелена; спинна лінія дещо темніша, по спині розкитані чорні цятки, голова чорна.

## Спосіб життя
Імаго літають з серпня по травень. Личинки харчуються листям Arctium lappa, Carduus crispus, Carduus tenuiflorus, Centaurea cyanus, Centaurea jacea, Centaurea scabiosa, Cirsium acaule, Cirsium arvense, Cirsium creticum, Cirsium vulgare and Onopordum acanthium. Личинок можна зустріти з червня по липень. Живуть у складеному листі, яким живляться. Зимує вид у дорослому стані.